# الاستغناء في علوم القرآن
كتاب «الاستغناء في علوم القرآن» من أكبر الكتب المصنفة في التفسير، جمع فيه من العلوم ما لم يجتمع في غيره، ومؤلفه أبو بكر محمد بن علي بن أحمد الإدفوي.
ويمتاز الكتاب بالمراجع النفيسة، والمصادر المفيدة للمهتمين بالتفسير، ووضوح أسلوبه وسهولته في الغالب، واستدلاله بأقوال العلماء المتقدمين، واهتمامه بالتنبيه على القراءات الشاذة التي لا تصح القراءة بها، وعنايته بعلم الوقف والابتداء، وذكره للمسائل النحوية، وجمع الكتاب بين دفتيه أغلب علوم القرآن والفنون المتعلقة بالتفسير، والعناية الفائقة بالقراءات وتوجيهها، واستدلاله بالشواهد الشعرية، واهتمامه بالوقف والابتداء، والاهتمام الكبير بالإعراب والتصريف.
وموضوعات الكتاب: تفسير سور القرآن الكريم، وذكر الآثار الواردة في تفسيرها، مع بيان القراءات الواردة فيها، وذكر المسائل المختلفة فيها، وشرح الغريب، وذكر الشواهد الشعرية، وبيان النواحي الإعرابية، والمسائل الصرفية.

## زمن تأليف الكتاب
في القرن الرابع الهجري واستغرق تأليفه (12) سنة في (120) مجلداً.

## منهجه في الكتاب
أنه يذكر الآية، ثم يذكر إعرابها، ثم القراءات الواردة فيها، ثم المعنى والتفسير مع ما تضمنته الآية من مسائل مختلفة، ثم يختم الآية بذكر الوقف والتمام، على أنه قد يخرج عن هذه القاعدة وذلك حسب ما تقتضيه الآية بصددها.